# Tres Ríos
Tres Ríos är en ort i Costa Rica.   Den ligger i provinsen Cartago, i den centrala delen av landet, 11 km öster om huvudstaden San José. Tres Ríos ligger 1 332 meter över havet och antalet invånare är 10 430.
Terrängen runt Tres Ríos är huvudsakligen kuperad, men västerut är den platt. Runt Tres Ríos är det tätbefolkat, med 427 invånare per kvadratkilometer. Närmaste större samhälle är San José, 10,9 km väster om Tres Ríos. I omgivningarna runt Tres Ríos växer i huvudsak städsegrön lövskog.